# Cosmianthemum dido
Cosmianthemum dido är en akantusväxtart som beskrevs av Brian Laurence Burtt och R. M. Smith. Cosmianthemum dido ingår i släktet Cosmianthemum och familjen akantusväxter. Inga underarter finns listade i Catalogue of Life.